# 圣克里克
圣克里克（法語：Saint-Cricq，法語發音：[sɛ̃ kʁik]）是法国热尔省的一个市镇，位于该省东部，属于欧什区。

## 地理
圣克里克（43°41'58"N, 0°59'56"E）面积3.01 平方千米，位于法国奧克西塔尼大區热尔省，该省份为法国西南部内陆省份，北起顺时针与洛特-加龙省、塔恩-加龙省、上加龙省、上比利牛斯省、大西洋比利牛斯省和朗德省接壤。
与圣克里克接壤的市镇（或旧市镇、城区）包括：昂科斯、科洛涅、锡拉克、图镇。

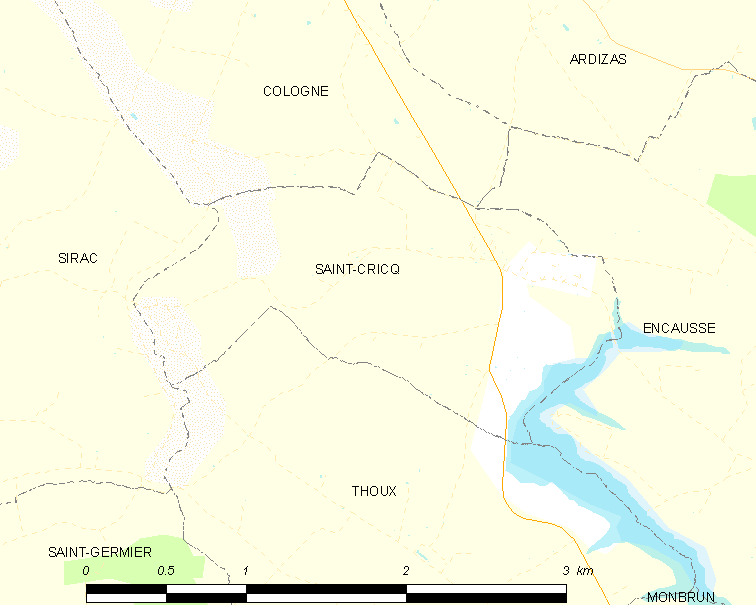
圣克里克的OSM定位图

圣克里克的时区为UTC+01:00、UTC+02:00（夏令时）。

## 行政
圣克里克的邮政编码为32430，INSEE市镇编码为32372。

## 政治
圣克里克所属的省级选区为日莫讷-阿拉茨县。

## 人口

1962-2008年间圣克里克人口变化图示

圣克里克于2022年1月1日时的人口数量为290人。